# Serra Geral
La serra Geral est une formation montagneuse du Sud du Brésil. Elle coupe l'État de Santa Catarina du nord au sud. Elle constitue la partie la plus méridionale de la serra do Mar.
La serra Geral possède un écosystème différent du reste du Brésil tropical du fait de son altitude. Ses contreforts escarpés marquent la transition entre le littoral couvert de forêt atlantique et les hauts-plateaux de l'intérieur s'étendant à plus de 1 000 m d'altitude. Ses paysages atypiques en font un lieu idéal pour la pratique des sports de montagnes (escalade, vol libre, trekking ou encore canyoning).
On y enregistre les températures les plus basses du Brésil, le record étant de −17 °C au sommet du Morro da Igreja, à 1 822 m d'altitude.